# Ari Hoogenboom
Ari Hoogenboom (* 28. November 1927 in Richmond Hill; † 25. Oktober 2014) war ein US-amerikanischer Historiker, der sich hauptsächlich mit dem Gilded Age und den „Civil Service Reformers“ beschäftigte. Er gilt als Experte für Rutherford B. Hayes.

## Leben
Hoogenboom wurde 1927 in Richmond Hill als Sohn eines Zimmermanns geboren. Er war Schüler des John Adams High School. 1949 erhielt er seinen Bachelor am Atlantic Union College, worauf er zwei Jahre später an der Columbia University seinen Master erhielt. Auf den folgte sieben Jahre später seine Promotion an der gleichen Universität mit der Dissertation Outlawing the Spoils: A History of the Civil Service Reform Movement, 1865–1883. Zu seinen Lehrern gehörte David Herbert Donald. Seine erste Position an einer Universität war 1956 als „instructor“ und später als „assistant professor“ an der University of Texas at El Paso. 1958 wechselte er zur Pennsylvania State University, wo er zum Professor aufstieg. Auch diente er drei Jahre lang als Sekretär der Pennsylvania Historical Society. 1968 wurde er zum „chair“ der Geschichtsabteilung des Brooklyn College ernannt, wo er bis 1974 diente. Von 1968 bis 1998 war er dort auch Professor. Im Rahmen des Fulbright-Programm war er von 1991 bis 1992 George Bancroft Professor of American History an der Georg-August-Universität Göttingen. Er starb am 25. Oktober 2014 an einem Mesotheliom.
Beim Atlantic Union College traf er Olive Youngberg, die er am 28. August 1949 nach seinem Abschluss am College heiratete. Sie half ihm bei seiner Arbeit.

## Werk
Hoogenbooms erstes aufsehenerregende Werk war What Really Caused the Civil War?, welches 1960 im Wisconsin Magazine of History veröffentlicht wurde. Es ist ein humoristisches Essay, das den wahren Grund des Sezessionskriegs in den weit verbreiteten Bärten sieht, die die Politiker aggressiv gemacht haben sollen. Schließend behauptet es, dass der Kalte Krieg „kalt“ bleiben wird, falls die Kinne von Dwight D. Eisenhower und Nikita Chruschtschow, den damaligen Anführern der Vereinigten Staaten und der Sowjetunion, so haarlos wie ihre Köpfe blieben.
Seine Dissertation war das 1961 veröffentlichte Outlawing the Spoils: A History of the Civil Service Reform Movement, 1865–1883, welches die Reformbewegung behandelt, die einen der bedeutendsten Merkmale der Gilded Age, die „Spoils“, verbieten wollten. Dabei sieht er die Reformer als die „Außenseiter“ (englisch outs), die gegen die Unterstützer des Spoils System, die er als die „Insider“ (englisch ins) betrachtet, rebellierten. Wie David Donald und Richard Hofstadter betrachtet er die Reformer auch als eine „enteignete Klasse“ (englisch disowned classes), die ihre Positionen von professionellen Politikern zurückerobern wollten. Er schließt sich der These von Paul P. van Riper in History of the United States Civil Service (1958) an, welche besagt, dass die Reformer Teil der gebildeten Oberschicht waren und eine moralische Auffassung von Politik besaßen. Damit stellt er sich entgegen der These von Matthew Josephson, die besagt, dass die Reformer hauptsächlich Unternehmer waren, die mehr Macht für sich haben wollten. Gegner der Reformen stammten oft aus dem Süden oder Westen der Nation, die sich vor einer Domination durch den besser entwickelten und gebildeten Norden fürchteten. Geoffrey T. Blodgett lobt das Buch; Es sollte für seine Fragen und Antworten Aufmerksamkeit erhalten. W. David Lewis lobt die detaillierte Darstellung von Rückschlägen und Erfolgen der Reformer während mehreren Präsidentschaften. Seine Thesen seien überzeugend. Insgesamt sei das Buch exzellent.
Zusammen mit William S. Sachs schrieb er das 1965 veröffentlichte The Enterprising Colonials: Society on the Eve of Revolution, welches eine Sammlung von Essays ist, die die Dreizehn Kolonien behandeln. Dabei werden die Kolonialisten als Kapitalisten behandelt. Einteilen lässt sich die Sammlung in drei Teile: Im Ersten beschreiben die Autoren die Entwicklung der Kolonien mit einem Fokus auf deren Ökonomie, der Zweite die koloniale Gesellschaft in den 25 Jahren vor der Amerikanischen Revolution und der Dritte mit der ökonomischen Seite der britischen Kolonialpolitik. Rezensionen fielen generell negativ aus. Bernhard Knollenberg bezeichnet mehrere Interpretationen im Buch als interessant, doch seien sie oft nicht mit Fakten belegt. Joseph Albert Ernst sieht es als ein Misserfolg in den Karrieren von zwei jungen erfolgversprechenden Historikern. Jackson T. Main bezeichnet es als quasi nutzlos.
Zusammen mit seiner Frau Olive schrieb er das 1976 veröffentlichte A History of the ICC: From Panacea to Palliative, welches die Interstate Commerce Commission, kurz ICC, behandelt. Das Buch besitzt fünf Kapitel, die die Geschichte der Organisation chronologisch behandeln. In diesen bewerten sie die ICC negativ. Es ist eine Zusammenfassung vieler Studien zum Thema, weshalb es hauptsächlich als eine Einleitung für Neulinge ist. E. Dale Odom bewerte das Buch als einen exzellenten Beitrag.
Zwei seiner Werke, The Presidency of Rutherford B. Hayes (1988) und Rutherford B. Hayes: Warrior and President (1995), behandeln den US-Präsidenten Rutherford B. Hayes. The Presidency of Rutherford B. Hayes ist Teil der American Presidency Series der University of Kansas Press, weshalb es nur die Präsidentschaft Hayes behandelt. Hoogenboom sieht Hayes als einen eher vorsichtigen Präsidenten. Dies zeigt z. B. sein Verhalten während dem Eisenbahnstreik von 1877, welche laut Hoogenboom allen Parteien geholfen habe. Ähnlich handelte er im Gebiet der Außenpolitik, abgesehen während des Baus des Panamakanals. Dabei habe sich Hayes Ansatz dem Handeln des späteren US-Präsidenten Theodore Roosevelt geähnelt. Sein Behandeln der Indianer Nordamerikas sei freundlich gewesen; Er habe Korruption im Indian Affairs Office gesenkt und die Friedenspolitik (englisch peace policy) von seinem Vorgänger Ulysses S. Grant weitergeführt. Auch versuchte er, der Schwarzen Bevölkerung im Süden zu helfen, allerdings konnte er deren Rechte, insbesondere deren Wahlrecht, nicht verteidigen, weshalb Schwarze viel ihrer politischer Macht verloren. Damit verloren die Republikaner einen Großteil ihrer Macht im Süden. Auf dem Gebiet der „Civil Service Reform“ habe Hayes wenig erreicht, doch den Weg für den Pendleton Act geebnet. Insgesamt sei er ein kompetenter Präsident gewesen. John M. Dobson zufolge ist das Buch ein weiterer exzellenter Beitrag zur American Presidency Series. Auch Richard H. Abbott lobt es. Rutherford B. Hayes: Warrior and President ist hingegen eine vollständige Biografie von Hayes und damit auch die Erste seit Rutherford Hayes and his America (1954) von Harry Barnard. Erneut interpretiert er Hayes Präsidentschaft positiv. Hayes Ruhestand sieht Hoogenboom als ähnlich erfolgreich wie den Ruhestand von Jimmy Carter. Die Biografie ist ein Standardwerk über Hayes.
Hoogenbooms 2008 veröffentlichtes Gustavus Vasa Fox of the Union Navy ist eine Biografie vom „Assistant Secretary of the Navy“ Gustavus Vasa Fox. Rezensionen nahmen es positiv auf.

## Veröffentlichungen (Auswahl)
- What Really Caused the Civil War? In: The Wisconsin Magazine of History, Band 44 (1960), S. 3–5
- Outlawing the Spoils: A History of the Civil Service Reform Movement, 1865–1883 University of Illinois Press, Urbana 1961
- The Enterprising Colonials: Society on the Eve of Revolution Argonaut Inc., Chicago 1965 (zusammen mit William S. Sachs)
- A History of the ICC: From Panacea to Palliative W. W. Norton & Company, New York 1976
- The Presidency of Rutherford B. Hayes. University Press of Kansas, Lawrence 1988, ISBN 0-7006-0338-7.
- Rutherford B. Hayes: Warrior and President. University Press of Kansas, Lawrence 1995, ISBN 0-7006-0641-6.
- Gustavus Vasa Fox of the Union Navy Johns Hopkins University Press, Baltimore 2008

## Ehrungen
- Fulbright Lectureship Award
- Guggenheim Fellowship